# Jalalabad
|  | No s'ha de confondre amb la ciutat del Kirguizstan, anomenada Jalal-Abad. |

Jalalabad  (paixtu: جلال اباد o جلالکوټ) és una ciutat de l'Afganistan a la confluència del riu Kabul i el riu Kunar, capital de la província Nangarhar. Es troba a uns 150 km a l'est de Kabul i a altres 150 de Peshawar al Pakistan. És un nus comercial destacat per les transaccions amb Índia i Pakistan. La ciutat disposa d'aeroport. La seva població és de 168.068 habitants (2007).
Centre de cultura greco-budista va caure en mans dels musulmans al segle x. Sota l'emperador mogol Baber va augmentar la seva importància. El 1842 va ser ocupada pels britànics. Després de la retirada soviètica els islamistes van voler conquerir la ciutat per establir-hi un govern provisional (1991) però després de molts combats foren rebutjats.